# Cerkiew Narodzenia Najświętszej Maryi Panny w Krynkach
Cerkiew pod wezwaniem Narodzenia Przenajświętszej Bogurodzicy – prawosławna cerkiew parafialna w Krynkach. Należy do dekanatu Sokółka diecezji białostocko-gdańskiej Polskiego Autokefalicznego Kościoła Prawosławnego.

## Opis

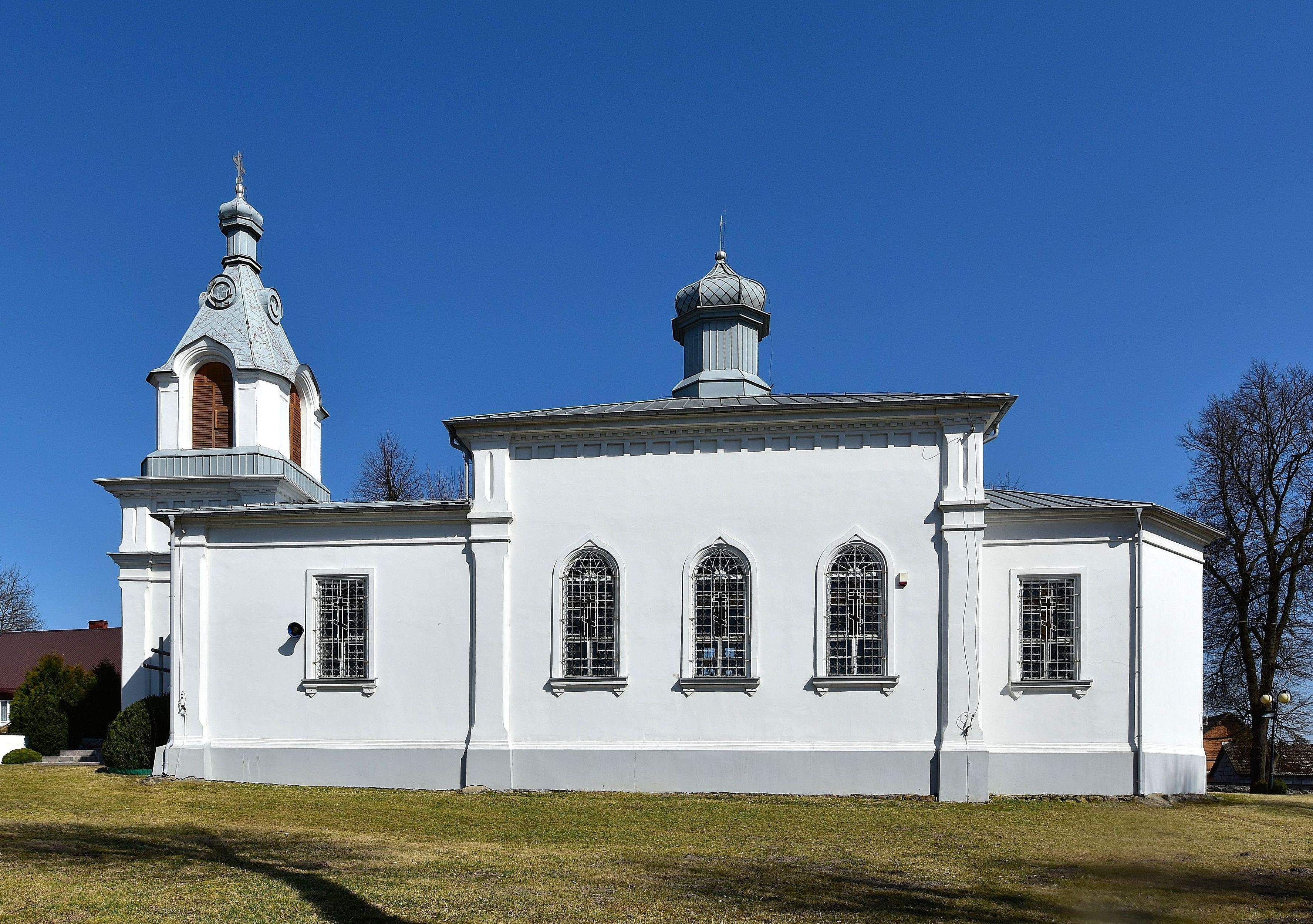
Cerkiew od strony południowej

Świątynia znajduje się przy ulicy Cerkiewnej.
Została zbudowana w 1864, poświęcona 8 września 1868. Reprezentuje styl eklektyczny (posiada elementy neoromańskie i bizantyjskie). Wewnątrz znajduje się zabytkowy ikonostas.
Cerkiew wpisano do rejestru zabytków 18 lutego 2003 pod nr A-54.